# Enrico di Nassau-Siegen
Enrico, Conte di Nassau-Siegen (Siegen, 9 agosto 1611 – Hulst, 27 ottobre 1652), fu conte di Nassau-Siegen dal 1611 al 1623.

## Biografia
Era figlio del conte Giovanni VII di Nassau-Siegen e della sua seconda moglie, la duchessa Margherita di Schleswig-Holstein-Sonderburg (1583-1658).
Sposò il 19 aprile 1646 Maria Maddalena (1623-1707), una figlia del conte Giorgio Ernesto di Limburg Stirum (1593-1649) dal suo primo matrimonio, il 26 settembre 1591 a Detmold, con la contessa Maddalena di Bentheim (1591-1649). Enrico e Maria Maddalena ebbero quattro figli:
- Ernestina (1647-1652)
- Guglielmo Maurizio (1649-1691), che fu poi sovrano di Nassau-Siegen
- Sofia Amalia (1650-1688), sposò nel 1678 Federico Casimiro Kettler, duca di Curlandia e Semigallia (1650-1698)
- Federico (1651-1676)

## Ascendenza
|                                                          |                                |                                               | Genitori                                            |  |  | Nonni |  |  | Bisnonni                                 |  |  | Trisnonni                                |  |
|                                                          |                                |                                               |                                                     |  |  |       |  |  | Wilhelm I, IX conte di Nassau-Dillenburg |  |  | Johann V, VII conte di Nassau-Dillenburg |  |
|                                                          |                                |                                               |                                                     |  |  |       |  |  | Wilhelm I, IX conte di Nassau-Dillenburg |  |  | Johann V, VII conte di Nassau-Dillenburg |  |
|                                                          |                                | langravia Elisabeth von Hessen-Marburg        |                                                     |  |  |       |  |  | Wilhelm I, IX conte di Nassau-Dillenburg |  |  |                                          |  |
| Johann VI, X conte di Nassau-Dillenburg                  |                                |                                               |                                                     |  |  |       |  |  | Wilhelm I, IX conte di Nassau-Dillenburg |  |  |                                          |  |
|                                                          |                                | contessa Juliana zu Stolberg-Wernigerode      | Botho, III conte di Stolberg-Wernigerode            |  |  |       |  |  |                                          |  |  |                                          |  |
|                                                          |                                | contessa Juliana zu Stolberg-Wernigerode      | Botho, III conte di Stolberg-Wernigerode            |  |  |       |  |  |                                          |  |  |                                          |  |
|                                                          |                                | contessa Juliana zu Stolberg-Wernigerode      | contessa Anna von Eppstein-Königstein               |  |  |       |  |  |                                          |  |  |                                          |  |
| Johann VII, I conte di Nassau-Siegen                     |                                | contessa Juliana zu Stolberg-Wernigerode      |                                                     |  |  |       |  |  |                                          |  |  |                                          |  |
|                                                          |                                | Georg III, XIII langravio di Leuchtenberg     | Johann IV, XII langravio di Leuchtenberg            |  |  |       |  |  |                                          |  |  |                                          |  |
|                                                          |                                | Georg III, XIII langravio di Leuchtenberg     | Johann IV, XII langravio di Leuchtenberg            |  |  |       |  |  |                                          |  |  |                                          |  |
|                                                          |                                | Georg III, XIII langravio di Leuchtenberg     | contessa Margarethe von Schwarzburg-Blankenburg     |  |  |       |  |  |                                          |  |  |                                          |  |
| langravia Elisabeth von Leuchtenberg                     |                                | Georg III, XIII langravio di Leuchtenberg     |                                                     |  |  |       |  |  |                                          |  |  |                                          |  |
|                                                          |                                | margravia Barbara von Brandenburg-Ansbach     | Friedrich I, III margravio di Brandenburg-Ansbach   |  |  |       |  |  |                                          |  |  |                                          |  |
|                                                          |                                | margravia Barbara von Brandenburg-Ansbach     | Friedrich I, III margravio di Brandenburg-Ansbach   |  |  |       |  |  |                                          |  |  |                                          |  |
|                                                          |                                | margravia Barbara von Brandenburg-Ansbach     | principessa Zofia Jagiellonka                       |  |  |       |  |  |                                          |  |  |                                          |  |
| conte Heinrich von Nassau-Siegen                         |                                | margravia Barbara von Brandenburg-Ansbach     |                                                     |  |  |       |  |  |                                          |  |  |                                          |  |
|                                                          | Christian III, re di Danimarca | Frederik I, re di Danimarca                   |                                                     |  |  |       |  |  |                                          |  |  |                                          |  |
|                                                          | Christian III, re di Danimarca | Frederik I, re di Danimarca                   |                                                     |  |  |       |  |  |                                          |  |  |                                          |  |
|                                                          | Christian III, re di Danimarca | principessa Anna von Brandenburg              |                                                     |  |  |       |  |  |                                          |  |  |                                          |  |
| Johannes, I duca di Schleswig-Holstein-Sonderburg        | Christian III, re di Danimarca |                                               |                                                     |  |  |       |  |  |                                          |  |  |                                          |  |
|                                                          |                                | duchessa Dorothea von Sachsen-Lauenburg       | Magnus I, IV duca di Sassonia-Lauenburg             |  |  |       |  |  |                                          |  |  |                                          |  |
|                                                          |                                | duchessa Dorothea von Sachsen-Lauenburg       | Magnus I, IV duca di Sassonia-Lauenburg             |  |  |       |  |  |                                          |  |  |                                          |  |
|                                                          |                                | duchessa Dorothea von Sachsen-Lauenburg       | principessa Katharina von Braunschweig-Wolfenbüttel |  |  |       |  |  |                                          |  |  |                                          |  |
| principessa Margaretha von Schleswig-Holstein-Sonderburg |                                | duchessa Dorothea von Sachsen-Lauenburg       |                                                     |  |  |       |  |  |                                          |  |  |                                          |  |
|                                                          |                                | Ernst III, VIII duca di Brunswick-Grubenhagen | Philipp I, VII duca di Brunswick-Grubenhagen        |  |  |       |  |  |                                          |  |  |                                          |  |
|                                                          |                                | Ernst III, VIII duca di Brunswick-Grubenhagen | Philipp I, VII duca di Brunswick-Grubenhagen        |  |  |       |  |  |                                          |  |  |                                          |  |
|                                                          |                                | Ernst III, VIII duca di Brunswick-Grubenhagen | contessa Katharina von Mansfeld                     |  |  |       |  |  |                                          |  |  |                                          |  |
| principessa Lisbeth von Braunschweig-Grubenhagen         |                                | Ernst III, VIII duca di Brunswick-Grubenhagen |                                                     |  |  |       |  |  |                                          |  |  |                                          |  |
|                                                          |                                | duchessa Margarete von Pommern-Wolgast        | Georg I, IX duca di Pomerania                       |  |  |       |  |  |                                          |  |  |                                          |  |
|                                                          |                                | duchessa Margarete von Pommern-Wolgast        | Georg I, IX duca di Pomerania                       |  |  |       |  |  |                                          |  |  |                                          |  |
|                                                          |                                | duchessa Margarete von Pommern-Wolgast        | principessa Amalie von der Pfalz                    |  |  |       |  |  |                                          |  |  |                                          |  |
|                                                          |                                | duchessa Margarete von Pommern-Wolgast        |                                                     |  |  |       |  |  |                                          |  |  |                                          |  |